# Цимбала Степан
Степан Цимбала (4 січня 1890, с. Стрілки, повіт Бібрка — †?) — поручник УГА i Армії УНР

## Життєпис
Народився 4 січня 1890 в селі Стрілки, повіт Бібрка. Закінчив Академічну гімназію у Львові, був активним учасником спортивної секції при гімназії.
Був покликаний в армію у 4-й піхотний полк, закінчив школу старшин в Брно, Моравія. Під час Першої світової війни воював на російському фронті, був поранений тричі. Як інтендант 7-ї кінної дивізії навесні 1918 року вирушив у похід на Україну.
Після розпаду Австрії приєднався до УГА, був покликаний в Інтендантуру при Начальній Команді і залишався на цій посаді до кінця існування УГА.
З частинам 6-ї дивізії УНР генерала Безручка в травні 1920 року відступив з Києва, і таким чином він закінчив свою військову службу.
Після війни працював у Кракові в торгівельній компанії. У 1925 році емігрував до США.